# La Revista Blanca
La Revista Blanca fou una publicació quinzenal de sociologia, ciències i arts que publicaren a Madrid Joan Montseny (Federico Urales) i Teresa Mañé (Soledad Gustavo) del juliol del 1898 a l'any 1905, i a Barcelona de l'1 de juny de 1923 al 15 d'agost de 1936. Es van inspirar en el model francès de La Revue blanche.
En la primera etapa, tot i la significació anarquista dels seus fundadors, aconseguí la col·laboració de gran nombre d'intel·lectuals d'ideologia diversa, com Leopoldo Alas Clarín, Miguel de Unamuno, Manuel Cossío, José Nakens, Fernando Giner de los Ríos, Jaume Brossa i Roger, Pere Coromines i altres. Hi escriviren també regularment Anselmo Lorenzo, Ricardo Mella, Fernando Tarrida del Mármol, Leopoldo Bonafulla i Teresa Claramunt Creus. Va facilitar l'aproximació dels intel·lectuals a l'anarquisme, però poc al món obrer. La revista arribà a tenir una tirada de 8 000 exemplars, i aquest èxit permeté a Urales de treure un Suplemento a La Revista Blanca (1899-1902), aviat transformat en Tierra y Libertad, amb un caràcter més combatiu i menys doctrinal, especialment abocat a campanyes per a la reorganització de la Federació de Treballadors de la Regió Espanyola (1900-1901) o per la revisió de les actuacions judicials pels fets de Jerez de la Frontera del 1892 o de La Mano Negra de 1882-1883. La revista desaparegué el 1905.
Els dos fundadors tornaren a editar la revista a Barcelona el primer de juny del 1923, i s'hi definí un anarquisme pur i filosòfic, força crític envers el sindicalisme de la CNT i, a partir del 1930, defensà la FAI però sense identificar-s'hi del tot. Entre els col·laboradors més regulars figuraren Max Nettlau (amb recerques històriques sobre el temps de la Primera Internacional), Adrià del Valle i Costa, Charles Malato (des de París), Diego Abad de Santillán (des de Berlín), Jean Grave, Rudolf Rocker, Sébastien Faure, Luigi Fabbri, Camillo Berneri i altres. Cap a la fi de la Dictadura de Miguel Primo de Rivera s'incorporà a la redacció Germinal Esgleas Jaume, que s'encarregà sobretot dels temes sindicals.
Des del 1924 es publicaren unes pàgines com a Suplemento de la Revista Blanca, pretensió de periòdic de combat i polèmica amb els sindicalistes de la CNT i en el qual escriviren, a part Urales i Esgleas, Casimir Pla, Joan Gallego i Crespo, Ventura Márquez Sicilia, Jaume Aragó, Joan Ferrer, Valentí Obach, Felipe Aláiz de Pablo i altres. Aquest suplement fou substituït el 1931 per El Luchador. D'altra banda, al voltant de la revista sorgí una valuosa tasca editorial, amb col·leccions literàries de molt èxit popular, com La Novela Ideal o La Novela Libre.